# Sooi en Sientje
Sooi en Sientje is een stripverhaal uit de reeks van Suske en Wiske. Het is geschreven door Peter Van Gucht.

## Personages
In dit verhaal spelen de volgende personages mee:
- Suske, Wiske, Schanulleke, tante Sidonia, Lambik, Jerom, professor Barabas, fans, Sooi, Sientje, moeder en haar zoontje, Ward Zammate, de geheimzinnige erwtenman, postbode, mensen in de supermarkt, soldaten, Willy Vandersteen, geallieerden, Duitsers, de zwarte madam,[1] Lili, Lolo en Lala Feriteel,[2] agent, Krimson, Freek, andere criminelen, Sus Antigoon, Helena Vandersteen.

## Locaties
Dit verhaal speelt zich af op de volgende locaties:
- huis van tante Sidonia, supermarkt, laboratorium van professor Barabas, huis van Ward, Antwerpen, Tweelingstraat 54, Fantasia; het rijk der verbeelding, Kalmthout, het Suske en Wiske-Museum, hoofdkwartier van Krimson.

## Het verhaal
De vrienden gaan naar een fanclubdag en Lambik is boos, omdat hij de minste aandacht krijgt. De postbode heeft een postpakket voor Suske en Wiske, maar een geheimzinnige figuur verandert deze door middel van een toverspreuk. De postbode is verbaasd, er staat een ander adres op dan hij dacht en neemt de brief weer mee. De kinderen zijn boos dat zij de vuilnisbak buiten moeten zetten en boodschappen moeten doen. Ze willen avontuur. Dan zien Suske en Wiske twee kinderen met het postpakket wat eerst bij hun zou worden bezorgd. Als Suske en Wiske door het park lopen, zien ze dat een jongetje in de vijver dreigt te verdrinken. Suske wil hem helpen, maar de geheimzinnige figuur laat het door middel van een toverspreuk struikelen. Sooi springt in het water en haalt het jongetje veilig naar de kant, de moeder vindt hem een echte held. Suske en Wiske stellen zich voor aan Sooi en Sientje. Dan komt ook Ward Zammatte, hij vertelt dat hij van Italiaanse afkomst is en neemt Sooi en Sientje mee op avontuur. Sientje roept nog dat ze een dvd hebben gekregen met een geheime boodschap van iemand die in grote problemen is gekomen.
Suske en Wiske worden gewaarschuwd door een geheimzinnige vrouw die eendjes voert, ze zegt uit te kijken voor de drie snuiters. Een wolk meet met zijn magnetische meter dat er tovermeldingen zijn en het gaat op onderzoek in het park. Suske en Wiske ontmoeten Sooi en Sientje opnieuw in de supermarkt en zien dat ze een pot doperwten halen waar een mannetje in zit. Als ze de pot opendaaien, wordt het mannetje groot en vertelt dat hij door een vloek is getroffen. Hij krijgt hulp van Sooi, Sientje en Ward en Suske en Wiske zijn stomverbaasd. Lambik en Jerom vragen zich ook af waarom ze al een week geen avontuur hebben beleefd. Lambik verzucht dat ze normaal gesproken al in het verleden waren geweest, of in een duikboot of de gyronef op reis waren gegaan. Tante Sidonia ziet dat er in de krant avonturen van Sooi en Sientje verschijnen en Lambik is woedend om de gelijkenis met hun eigen stripverhaal. De volgende dag meldt de krant dat Lambik jaloers is. Er ontstaat een woordenwisseling en Lambik gaat kwaad de deur uit.
Dan verliest tante Sidonia haar kleur en ze wordt naar professor Barabas gebracht die ontdekt dat haar pigment is verdwenen. Hij neemt aan dat dit om magie. De geheimzinnige vrouw besluit de vrienden te helpen, alhoewel haar vader dit niet wil. Ze gaat naar Ward en zegt dat de avonturen van Sooi en Sientje moeten stoppen met de avonturen van Suske en Wiske te stelen. Ward kijkt op zijn Véritable Télévision Magique en ontdekt wie de vrouw is. De vrouw gaat naar het laboratorium van professor Barabas en voordat ze de teletijdmachine gebruiken kan, wordt ze tegengehouden door de professor. Ze vertelt te willen helpen; als de strip van Suske en Wiske wordt overgenomen, zullen de helden verdwijnen. De professor beseft dat tante Sidonia daarom haar kleur al is kwijtgeraakt. De vrouw wil haar plan uitleggen, maar Ward houdt haar tegen met een toverspreuk en ze bevriest. Deze spreuk kan Ward slechts eens in de zeventig jaar gebruiken. Intussen zoekt het wolkje nog altijd naar de magie de gaat de hoge raad hierover waarschuwen. 
De volgende dag ontdekt Suske dat de vrouw de teletijdmachine had ingesteld op 14 januari 1943 en op de locatie 'Tweelingstraat 54' in Antwerpen. Hij laat zich samen met Wiske naar deze plek flitsen en ze bellen aan op het genoemde adres. Een meisje doet open en brengt de kinderen naar haar vader. Dit blijkt Willy Vandersteen te zijn en op de tekentafel zien ze tekeningen van Sooi en Sientje. De tekenaar vertelt dat de figuren niet echt bevallen en hij zoekt helden voor de krant. Tijdens een luchtalarm vlucht iedereen naar de kelder. Later worden Suske en Wiske teruggeflitst en de dochter van Willy Vandersteen ziet dit nog gebeuren. Ze is echter te jong om geloofd te worden door haar vader. Hij vindt haar een leuk stripfiguur en ze heeft het uiterlijk van Wiske in de eerste strips. Hij maakt de eerste schetsen van zijn bekendste helden. Wiske heeft de schets van Sooi en Sientje meegenomen, maar wil deze niet verscheuren. Suske wil hen overhalen een eigen strip te beginnen, zodat ze ook niet vernietigd hoeven worden. Ze gaan op weg naar de andere kinderen, maar dan verliest ook Lambik zijn kleur.
Wiske laat de originele schets zien aan Ward en hij vraagt de kinderen binnen te komen. Suske en Wiske vragen zich af waarom hij een Frans accent heeft, terwijl hij zegt Italiaans te zijn. Dan verschijnt de zwarte madam, ze sluit de kinderen op in een jampot en vertelt dat alle striphelden in het rijk der verbeelding terechtkomen. Daar haalde ze deze figuren vandaan en ze zullen Krimson uitschakelen en daardoor de grootste helden aller tijden worden. Buiten zien Lambik en Jerom de zwarte madam uit het huis van Ward komen, maar dan verliest ook Jerom zijn kleur. Lambik volgt de zwarte madam en Jerom gaat op zoek naar de kinderen en vindt hen toevallig in de jampot. Het wolkje zoekt de tovenaar en vliegt weer bij het huis vandaan. 

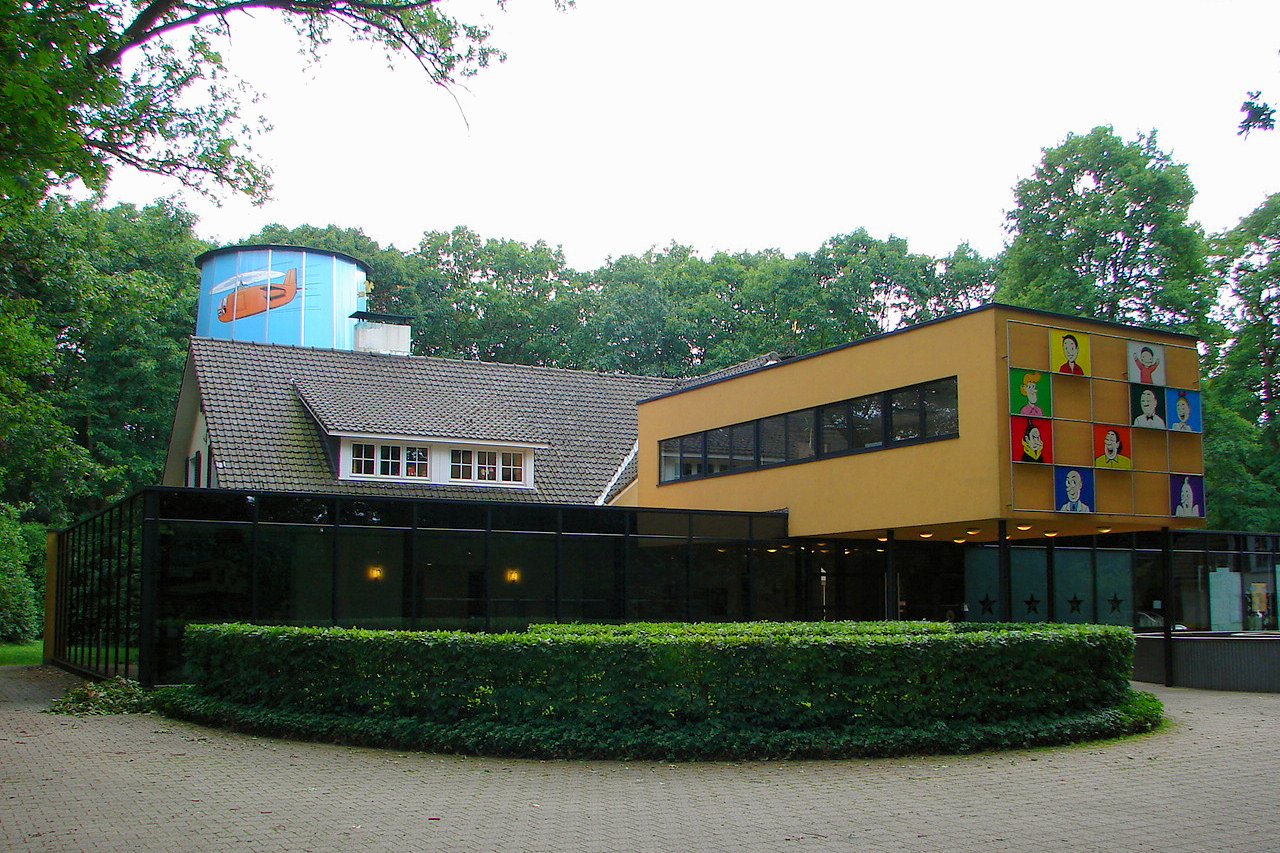
Suske en Wiske-Museum in Kalmthout

De zwarte madam gaat naar het Suske en Wiske-Museum en Lambik volgt haar. Hij zet zijn gsm op stil en Suske en Wiske en Jerom kunnen hem hierdoor niet bereiken. De zwarte madam vindt haar geheime wapen en Lambik volgt haar. Ook het wolkje is nabij, maar raakt de anderen door een blikseminslag kwijt. Dan zien Suske, Wiske en Jerom dat Sooi en Sientje de zwarte madam ontmoeten, zij is vermomd als Ward. Jerom begint te vervagen en professor Barabas legt hem, net als tante Sidonia, aan een inkt-infuus. Ook professor Barabas zelf is al zijn kleur kwijtgeraakt en de enige manier om dit tegen te gaan is Sooi en Sientje te stoppen. Sooi en Sientje komen bij het hoofdkwartier van Krimson en gebruiken het magische gom wat ze van de zwarte madam hebben gekregen. De criminelen worden weggeveegd en Lambik voorkomt dat dit ook gebeurt met Krimson.
Hij zegt dat de kinderen hem willen vernietigen, waarna ze erg verbaasd zijn. Dan wordt ook Lambik doorzichtig en zijn kracht verdwijnt. Krimson verdoofd de kinderen met gas uit zijn wandelstok en bladert door het telefoonboek van de gsm van Lambik. Inmiddels zijn ook Suske en Wiske hun kleur verloren en Wiske is ontroostbaar, omdat dit ook met Schanulleke is gebeurd. Krimson belt Suske en Wiske en zij gaan naar zijn hoofdkwartier. Het wolkje laat de geheimzinnige vrouw ontdooien en zij hoort van de vervagende Barabas wat er aan de hand is. Krimson wil Suske en Wiske uitgommen, maar Sooi en Sientje voorkomen dit en worden zelf weggeveegd. Dan verbrand de schets van Sooi en Sientje en de zwarte madam vliegt op haar bezem naar het hoofdkwartier van Krimson. 
De geheimzinnige vrouw kan voorkomen dat de tweede poging van Krimson om de kinderen uit te gommen lukt. Ze gebruikt het magische potlood en daardoor kan de magische gom niet meer gebruikt worden. De vrienden krijgen hun kracht en kleur terug en Krimson ontsnapt door het raam, maar wordt geraakt door een toverspreuk van de zwarte madam. De zwarte madam wil het gebouw laten instorten, maar Sus Antigoon houdt haar tegen. Hij zegt dat ze wel weet dat ze Fantasia niet mag verlaten en neemt haar mee op zijn wolkje. Krimson is verdwenen en de vrienden vieren dat ze weer in vierkleurendruk worden weergegeven. De vrienden bedanken de geheimzinnige vrouw en ze vertelt dat ze de dochter is van Willy Vandersteen. Ze stond ooit model voor Wiske en herkende meteen de schets van haar vader toen de strip van Sooi en Sientje in de krant verscheen. Ze vertelt dat Sooi en Sientje in het rijk der verbeelding blijven, omdat ze nu in deze strip zijn verschenen. Daar zijn ze gelukkig tussen de figuren van meerdere avonturen. Lambik zegt dat Helena inderdaad zo mooi is als hij ooit had gehoord, waarna tante Sidonia haar de deur uit zet.